# Tristan Gracient
Tristan Gracient, né le 1er juin 1971, est un tréciste français.

## Palmarès
- Championnats de France de 2007
  -  Champion de France - Jiefka du Rosier

- Championnats d'Europe de 2006 à East Luccombe (Royaume-Uni)
  -  Champion d'Europe par équipe - Galant du Centaure HN

- Championnats du monde de 2004 à Deux-Ponts (Allemagne)
  -  Champion du monde par équipe - Galant du Centaure HN

- Championnats du monde de 2003 à Libramont (Belgique)
  -  Champion du monde en individuel - Galant du Centaure HN

- Championnats du monde de 2002 à El Rocío (Espagne) 		
  -  Champion du monde en individuel - Galant du Centaure HN
  -  Champion du monde par équipe - Galant du Centaure HN

- Championnats du monde de 2000 à Mauterndorf (Autriche)
  -  Champion du monde par équipe - Sangria
  -  Médaille de bronze en individuel - Sangria

- Championnats du monde de 1999 à Avenches (Suisse)
  -  Vice-champion du monde par équipe - Sangria
  -  Médaille de bronze en individuel - Sangria

- Championnats du monde de 1998 à San Piero di Bagnon (Italie)
  -  Vice-champion du monde par équipe - Sangria
  -  Vice-champion du monde en individuel - Sangria

- Championnats du monde de 1997 à Saint-Pierre-d'Albigny (France)
  -  Champion du monde en individuel - Sangria

- Championnats d'Europe de 1996 à El Montanya (Espagne)
  -  Champion d'Europe par équipe - Sangria
  -  Vice-champion d'Europe en individuel - Sangria

- Championnats d'Europe de 1995 à Kell (Allemagne)
  -  Champion d'Europe par équipe - Sangria
  -  Médaille de bronze en individuel - Sangria

- Championnats d'Europe de 1994 à Oberwart (Autriche)
  -  Champion d'Europe par équipe - Sangria

- Championnats d'Europe de 1993 à Lausanne (Suisse)
  -  Champion d'Europe par équipe - Sangria